# Щетинцеві
Щетинцеві, Ехі́місові, або Голчасті щури (Echimyidae) — родина гризунів з підряду Кавієвиді (Caviomorpha). Згідно з МСОП родина налічує 24 роди і 91 вид (з них 4 — вимерлі в історичний час), які поширені в Неотропіках від Нікарагуа до Парагваю та південно-східної Бразилії. Голчасті щури населяють ліси або розчищені ділянки лісу, часто біля води, вони є добре розповсюдженими, але більшість родів мало вивчені. Echimyidae — давня група, яка вперше з'явилася в пізньому олігоцені Південної Америки.

## Морфологія
Довжина голови й тіла: 105—480 мм, хвіст: 50–430 мм. Деякі види є досить великими гризунами, вагою більше 600 грамів. Мають випуклі очі та округлі вуха. Хвіст, який в деяких видів довший, ніж голова й тіло, легко втрачається, це може бути цінним, для втечі від хижаків. Ноги не вузькоспеціалізовані в більшості видів. У деревних видів (Echimys), проте, пальці подовжені і частково зрощені. Коли тварина піднімається, перші два пальці займають одну сторону гілки в опозиції до решти пальців, які охоплюють гілку з іншого боку. Деревні щури живуть в зоні крони, і, як наслідок, їх екологія та поведінка погано відомі.
Зубна формула: I {\displaystyle {\frac {1}{1}}}; C {\displaystyle {\frac {0}{0}}}; Pm {\displaystyle {\frac {1}{1}}}; M {\displaystyle {\frac {3}{3}}\times 2\,=\ 20.}
Всі сучасні роди, за винятком Dactylomys, Thrichomys, Isothrix мають колючу або щетинисту шерсть. Зовнішнім виглядом нагадує щура. Кінцівки середньої довжини. Перший (великий) палець передньої лапи є рудиментарним.

## Поведінка
Наскільки відомо, всі члени родини голчастих щурів повністю рослиноїдні. Є види напіврийні, наземні й деревні. Вони можуть рити собі нори або шукати притулок під пнями, колодами, або каменями. Кілька родів живуть у дуплах дерев, і Euryzygomatomys, мабуть, риючий. Ці гризуни іноді живуть у невеликих групах. Розмноження може відбутися протягом року для більшості Echimyidae. Розмір виводку: 1–7 дитинчат. Новонароджені добре опушені, і їх повіки сформовані. За кілька годин вони активні і спритні і можуть видавати м'які свистячі звуки. Вони починають їсти тверду їжу близько через ≈ 11 днів і залишають матір через ≈ 2 місяці.

## Систематика
Типовий рід родини — Echimys.
- Родина Echimyidae
  - †Cercomys
  - †Maruchito
  - †Paulacoutomys
  - †Willidewu
  - Підродина †Adelphomyinae
    - †Adelphomys
    - †Deseadomys
    - †Paradelphomys
    - †Stichomys
    - †Xylechimys

  - Підродина Dactylomyinae
    - Dactylomys
    - Kannabateomys
    - Olallamys

  - Підродина †Heteropsomyinae
    - †Boromys
    - †Brotomys
    - †Heteropsomys
    - †Puertoricomys

  - Підродина Eumysopinae
    - †Acarechimys
    - Carterodon
    - †Chasichimys
    - Clyomys
    - †Eumysops
    - Euryzygomatomys
    - Hoplomys
    - Lonchothrix
    - Mesomys
    - †Palaeoechimys
    - †Pampamys
    - †Pattersomys
    - †Protacaremys
    - †Protadelphomys
    - †Sallamys
    - Proechimys
    - Thrichomys
    - Trinomys

  - Підродина Echimyinae
    - Callistomys
    - Diplomys
    - Echimys
    - Isothrix
    - Makalata
    - Pattonomys
    - Phyllomys
    - Santamartamys
    - Toromys